# 353745 Williamunruh
353745 Williamunruh este o planetă minoră (asteroid) din centura de asteroizi. A fost descoperită pe 23 octombrie 2011 la Haleakalā Observatory⁠(d) de . 
Obiectul prezintă o orbită caracterizată de o semiaxă mare de 3,0452288344427 UAi, o excentricitate de 0,1219564972272, o înclinație de 10,574651788253 ° în raport cu ecliptica.